# Allacta bipunctata
Allacta bipunctata es una especie de cucaracha del género Allacta, familia Ectobiidae. Fue descrita científicamente por Walker en 1869.

## Distribución
Esta especie se encuentra en Indonesia (Sulawesi).